# Maikel Anache Lamoth
Maikel Anache Lamoth (ur. 3 września 1988) – kubański zapaśnik w stylu klasycznym. Złoto mistrzostw panamerykańskich w 2011 i 2015. Szósty w Pucharze Świata w 2009 i dziesiąty w 2010. Brąz MŚ juniorów z 2007 i 2008 roku.